# Linuchidae
Linuchidae is een familie van neteldieren uit de klasse van de Scyphozoa (schijfkwallen).

## Geslachten
- Linantha Haeckel, 1880
- Linuche Eschscholtz, 1829